# アゾレス諸島

アゾレス自治地域
Região Autónoma dos Açores

地域の標語：Antes morrer livres que em paz sujeitos

平和の中で隷属するより自由人として死なん
地域の歌：アゾレスの歌

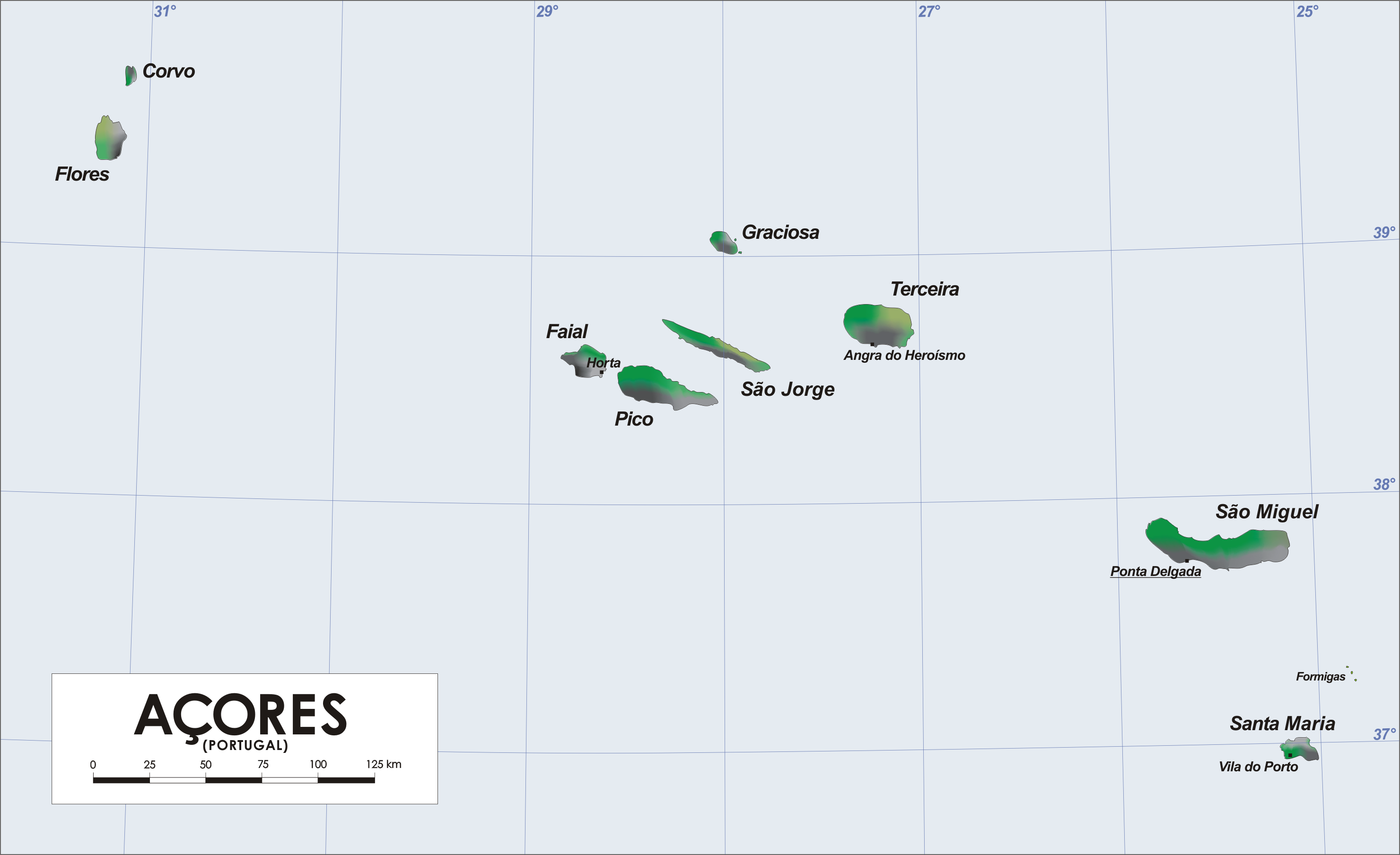
アゾレス諸島地図

アゾレス諸島（アゾレスしょとう、Azores）は、大西洋の中央部（マカロネシア）に位置するポルトガル領の群島。諸島全体は自治権を持ち、一つの行政区でもある。島名の発音はポルトガル語ではアソーレス (Açores) となる。

## 概要
ポルトガル沖約1,000kmの大西洋上に浮かぶ。1427年に発見された。リスボンから約1,500km、北アメリカの東端から3,900kmの位置にある。火山が起源で、9つの島からなる。ピコ島の火山ピコ山は標高2,351mで、アゾレス諸島のみならずポルトガルの最高地点である。
捕鯨および遠洋漁業の基地としても使われたほか、現在は温暖な気候から保養地として人気がある。

## 歴史
カルタゴ人による紀元前の遺跡が2011年に発見されたが、以前からヨーロッパの古典詩・サーガに登場する『西方の島々』のモデルと考えられていた。
1427年、ポルトガル人ディエゴ・デ・シルベスによって「発見」された。マルティン・ベハイムによれば、1431年にエンリケ航海王子の配下の船長のひとりによって発見されたという。1439年以降植民地化が進むが、初期はポルトガルからの移住者を中心とするものの、各国から移住者があった。その地理上の位置から、新大陸への重要な航海基地となった。
1583年、スペイン王フェリペ2世がポルトガル王としてフランス人商人を排除するために、アゾレス諸島に船団を派遣した。アゾレス諸島は、ポルトガル領のなかで最後までハプスブルク朝のスペイン王フェリペ2世のポルトガル支配に抵抗した土地となった。
1820年からの内戦では、アゾレス諸島は自由主義派の拠点となり、テルセイラ島にマリア2世の宮廷が置かれた。
第二次世界大戦中、ポルトガルは一貫して中立国であったが、イギリスとの英葡永久同盟やアメリカからの政治的圧力があったために、事実上、島は連合軍の基地として使用された。
1976年以降、アゾレス諸島全体は自治権をもつ一つの行政区（ポルトガル語: Região Autónoma dos Açores）となっている。アゾレス地域圏の首府と行政府はサンミゲル島のポンタ・デルガダ、議会はファイアル島のオルタ、司法上の中心はテルセイラ島のアングラ・ド・エロイズモにおかれる。

## 地理
| 島名             | 面積 (km2) |
| ---------------- | ---------- |
| サンミゲル島     | 759        |
| ピコ島           | 446        |
| テルセイラ島     | 403        |
| サンジョルジェ島 | 246        |
| ファイアル島     | 173        |
| フローレス島     | 143        |
| サンタマリア島   | 97         |
| グラシオーザ島   | 62         |
| コルヴォ島       | 17         |

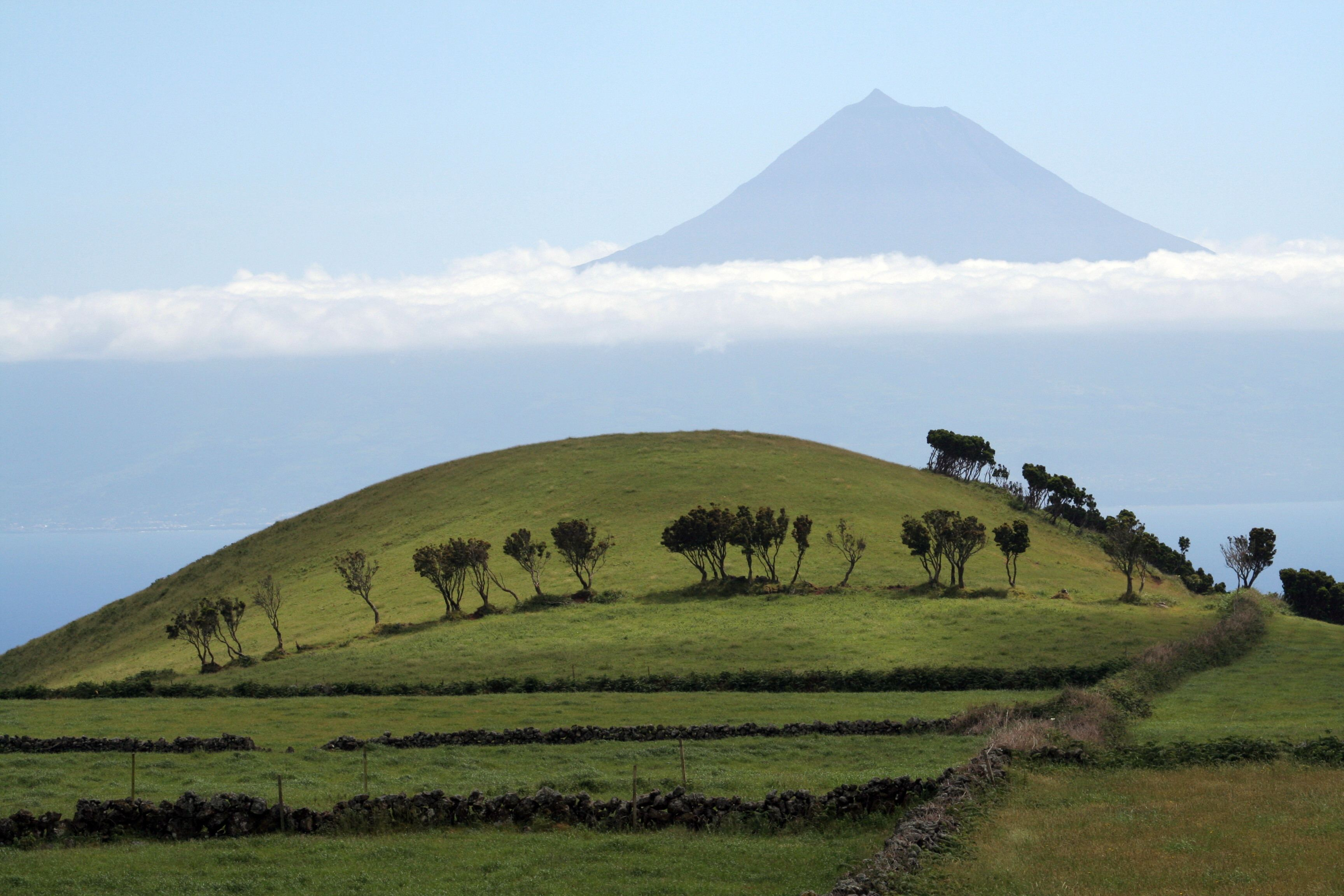
ピコ島の成層火山ピコ山の風景

リスボンのほぼ西に位置する。主要な島は9つ。総面積は2,355km2である。気候は一年を通じて温暖である。アゾレス諸島は大西洋中央海嶺とホットスポットが重複した位置にあり、基本的には火山島である。全域はユネスコ世界ジオパークに指定されている。
アゾレス諸島の島は、3つに大別される。
- 東部 (Grupo Oriental)：サンミゲル島 (São Miguel)、サンタマリア島 (Santa Maria)。
- 中部 (Grupo Central)：テルセイラ島 (Terceira)、サンジョルジェ島 (São Jorge)、ピコ島 (Pico)、ファイアル島 (Faial)、グラシオーザ島 (Graciosa)。
- 西部 (Grupo Ocidental)：フローレス島 (Flores)、コルヴォ島 (Corvo)。

最大の島はサンミゲル島、最小の島はコルヴォ島である。その他にフォルミガス島などがある。
また、西経25度-31度という位置にあることから、ポルトガル本土やマデイラ諸島よりも1時間遅いUTC-1（夏時間の際にはUTC+0）を標準時として採用している（スペイン本土とカナリア諸島の関係に似ているが、スペインよりも1時間遅れている）。

## 交通
リスボンおよびポルトとサンミゲル島のポンタ・デルガダの間にSATA Internationalの定期便が就航するほか、ヨーロッパの主要都市との間にも定期便が運航されている。ポンタ・デルガダ空港からアゾレス諸島各島に航空便がある。
また、ポルトガル本土の主な港との間にフェリーなどの定期船も運航されているほか、観光客を乗せたクルーズ客船も頻繁に運航されている。

## 住民
人口は全島を合わせて24万人強で、その半分以上がサンミゲル島に住む。2002年12月31日の統計では、全島の人口は23万8767人、人口密度は106人/km2である。全人口の95%がローマ・カトリック信者である。

## 文化

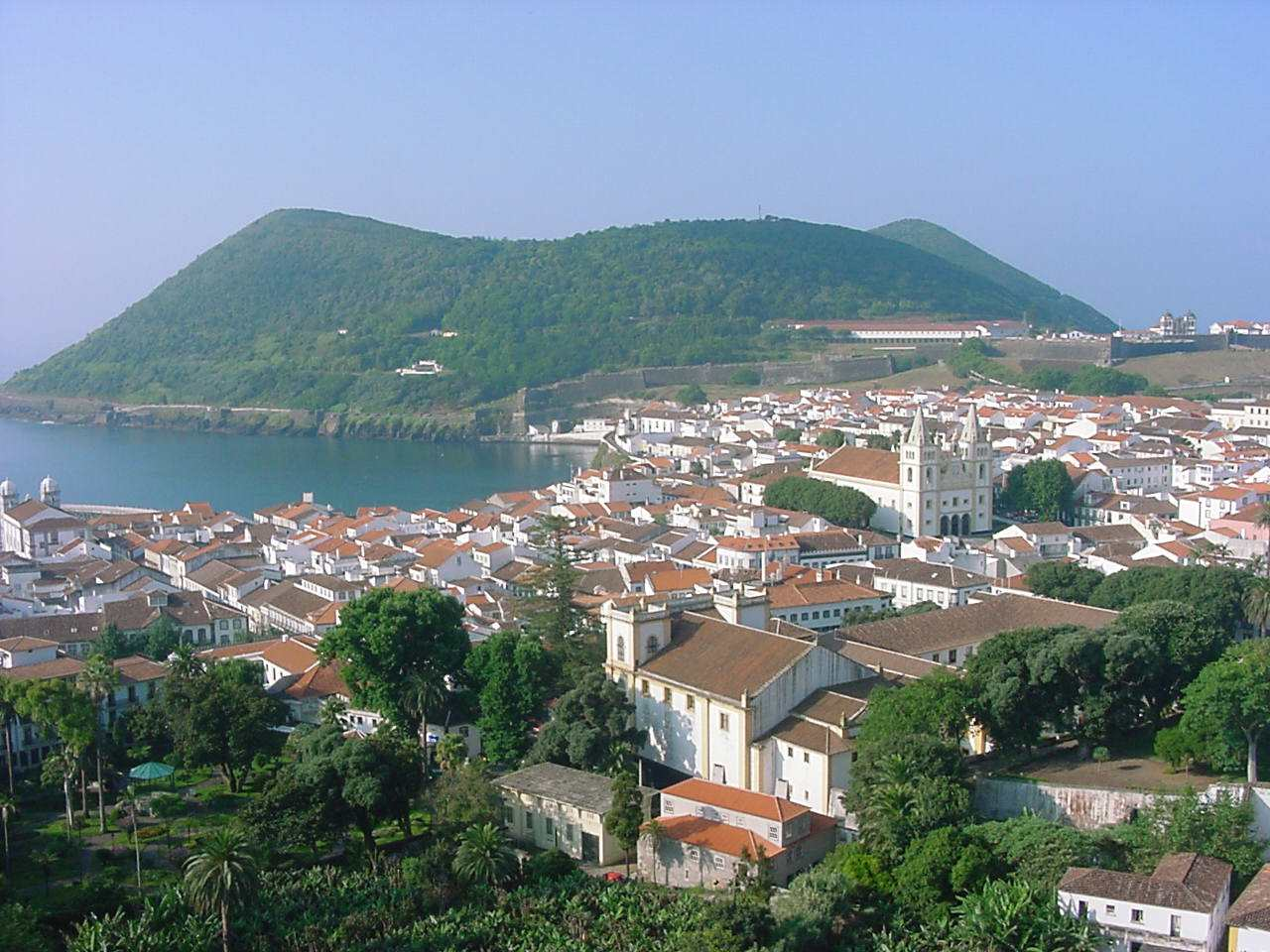
テルセイラ島のアングラ・ド・エロイズモ。世界遺産に登録されている

諸島内には16世紀から18世紀にかけた建築物が随所に残る。テルセイラ島のアングラ・ド・エロイズモの市街と、ピコ島のワイン畑の景観がユネスコの世界遺産に登録されている。
非公式ながらサッカーアゾレス諸島代表というナショナル選抜チームも存在する（しかし、1998年以降活動していない）。

## 世界遺産
- アゾレス諸島のアングラ・ド・エロイズモの町の中心地区。
- ピコ島の葡萄園文化の景観

## 著名な出身者
2002年と2006年のFIFAワールドカップに、アソーレス諸島から初のポルトガル代表選手として出場したペドロ・パウレタがいる。ヌーノ・ベッテンコートはアメリカに移民した。

## 映像
- NHK BSプレミアム 「ワイルドライフ　命の輝き「大西洋アゾレス諸島　クジラが集う海の楽園」」 (2019年9月放映)